# CV-395
La CV-395 es una carretera provincial valenciana que une las poblaciones de Requena y Villar del Arzobispo a través de Chera y Sot de Chera. Es, por lo tanto, una de las carreteras de la red secundaria que une las comarcas de la Plana de Utiel - Requena y los Serranos. Es competencia de la Diputación de Valencia.

## Trazado
La CV-395 inicia su trazado en la salida norte de la población de Requena, como continuación de la calle Chera, aunque su punto kilométrico 0 está situado 1 kilómetro más adelante, en una rotonda en la que se cruza con el inicio de la CV-391 y con la autovía A-3 a la altura de su salida 289. Tras cruzar el río Reatillo, llega a la población de Chera a la altura del kilómetro 17. A partir de aquí, la carretera reduce su amplitud considerablemente y pasa bordeando el embalse del Buseo. Cruza a la comarca de los Serranos y llega a la población de Sot de Chera pasado el kilómetro 27. Continua hacia el noreste, atravesando el río Turia y cruzándose con la CV-394 a la altura de la Ermita, en el término municipal de Chulilla, tras 36 kilómetros. Tras este punto, la carretera mejora su trazado y amplitud y llegando 6 kilómetros después a Vanacloig, todavía en término de Chulilla. A partir de aquí prosigue en dirección norte, enlazando con la CV-35 a la altura del kilómetro 47. Sigue en dirección norte durante 3 kilómetros hasta llegar a una rotonda en la que finaliza su recorrido, enlazando con la CV-345, que continúa 1 kilómetro más hasta la población de Villar del Arzobispo.